# مالكوم وارنر
مالكوم وارنر (بالإنجليزية: Malcolm Warner)‏ هو مؤرخ الفن بريطاني، ولد في 17 مايو 1953.